# Гизе, Катрин
Ка́трин Ги́зе (нем. Kathrin Giese; 19 июня 1961, Нойбранденбург) — немецкая гребчиха-байдарочница, выступала за сборную ГДР на всём протяжении 1980-х годов. Трёхкратная чемпионка мира, обладательница серебряной медали международного турнира «Дружба-84», многократная победительница регат национального значения. Также известна в Германии как адвокат.

## Биография
Катрин Гизе родилась 19 июня 1961 года в городе Нойбранденбурге. Активно заниматься греблей начала в раннем детстве, проходила подготовку в местном одноимённом спортивном клубе «Нойбранденбург».
Первого серьёзного успеха на взрослом международном уровне добилась в 1982 году, когда побывала на чемпионате мира в югославском Белграде, откуда привезла награду золотого достоинства, выигранную в зачёте четырёхместных байдарок на дистанции 500 метров. Год спустя повторила это достижение на мировом первенстве в финском Тампере. Как член сборной в 1984 году должна была участвовать в летних Олимпийских играх в Лос-Анджелесе, однако страны социалистического лагеря по политическим причинам бойкотировали эти соревнования, и вместо этого она выступила на альтернативном турнире «Дружба-84» в Восточном Берлине, где тоже имела успех, в частности вместе с партнёршами по команде Биргит Фишер, Карстой Кюн и Хайке Зингер в полукилометровой гонке четвёрок получила серебряную медаль, пропустив вперёд лишь команду СССР.
В 1985 году Гизе выступила на чемпионате мира в бельгийском Мехелене и вновь стала чемпионкой среди четвёрок на дистанции 500 метров. В следующем сезоне на мировом первенстве в канадском Монреале получила серебряную медаль в одиночной полукилометровой программе, проиграв в решающем заезде представительнице Болгарии Ване Гешевой. За выдающиеся спортивные достижения награждена серебряным орденом «За заслуги перед Отечеством» (1984).
Окончила юридический факультет Берлинского университета имени Гумбольдта (1989). После завершения спортивной карьеры работала по основной специальности юристом, в течение двух лет занимала должность помощницы судьи районного суда в Нойбранденбурге, затем начиная с 1992 года вместе с мужем Петером Коллохом предоставляла юридические услуги в качестве независимого адвоката. В 2012 году была признана виновной в хищении 40 тыс. евро у одного из своих клиентов, была приговорена к одному году условного лишения свободы и штрафу в размере 10 тыс. евро.